# Wereldkampioenschap voetbal 2014 (Groep G) Portugal - Ghana
Dit artikel gaat over de wedstrijd in de groepsfase in groep G tussen Portugal en Ghana die gespeeld werd op donderdag 26 juni 2014 tijdens het wereldkampioenschap voetbal 2014. Op dezelfde dag werden de wedstrijden Verenigde Staten – Duitsland, Zuid-Korea – België en Algerije – Rusland gespeeld.

## Voorafgaand aan de wedstrijd
- Portugal staat bij aanvang van het toernooi op de vierde plaats van de FIFA-wereldranglijst. Het land kwam op zijn hoogtepunt, een derde positie, in april 2010, nadat het land een flinke stijging had doorgaan. Een paar maanden later daalde het land naar de achtste positie en het land schommelt sindsdien tussen de veertiende en de derde positie. Sinds het begin van 2014 is Portugal twee plaatsen gestegen.[1] Twee andere bij de UEFA aangesloten landen behaalden een betere plaats; dat waren tegenstander Duitsland en nummer één Spanje.
- Portugal speelde voor deze wedstrijd twee andere wedstrijden. De eerste wedstrijd tegen Duitsland verloor Portugal met 4-0 en de tweede wedstrijd tegen de Verenigde Staten werd gelijkgespeeld met 2-2.
- Ghana staat bij aanvang van het toernooi op de 37e plaats van de wereldranglijst. Het land stond begin 2008 een paar maanden tussen de veertiende en zestiende positie te schommelen; dat was zijn hoogtepunt. Daarna daalde Ghana tot oktober 2009 – toen het op de 38e positie stond. Sindsdien schommelt het land tussen de 37e en de vijftiende positie. Sinds begin 2014 is Ghana dertien plaatsen op de ranglijst gedaald.[2] Drie andere bij de CAF aangesloten landen wisten een betere plaats op de ranglijst dan Ghana te behalen; dat waren Egypte, Ivoorkust en Algerije.
- Ghana verloor zijn eerste wedstrijd en speelde zijn tweede gelijk; de eerste wedstrijd tegen de Verenigde Staten met 1-2 en de tweede wedstrijd tegen Duitsland met 2-2.
- Deze landen speelden nooit eerder tegen elkaar.[3]
- Beide landen zijn bij een overwinning afhankelijk van het resultaat bij de wedstrijd U.S.A.-Duitsland.

## Wedstrijdgegevens
| Datum                | 26 juni 2014                           | 26 juni 2014                           |
| Wedstrijdnummer      | 45                                     | 45                                     |
| Stadion              | Estádio Nacional de Brasília, Brasilia | Estádio Nacional de Brasília, Brasilia |
| Toeschouwers         | 67.540                                 | 67.540                                 |
| Scheidsrechter       | Nawaf Shukralla                        | Nawaf Shukralla                        |
| Assistenten          | Yaser Tulefat Ebrahim Saleh            | Yaser Tulefat Ebrahim Saleh            |
| Vierde official      | Wilmar Roldán                          | Wilmar Roldán                          |
| Man van de wedstrijd | Cristiano Ronaldo                      | Cristiano Ronaldo                      |
|                      | Portugal                               | Ghana                                  |
| Doelpunten           | 2                                      | 1                                      |
| Gele kaarten         | 1                                      | 3                                      |
| Rode kaarten         | 0                                      | 0                                      |
| Wissels              | 3                                      | 3                                      |
| Schoten op doel      | 10                                     | 6                                      |
| Schoten naast doel   | 9                                      | 12                                     |
| Overtredingen        | 21                                     | 16                                     |
| Hoekschoppen         | 7                                      | 3                                      |
| Buitenspel           | 0                                      | 4                                      |
| Balbezit (%)         | 54                                     | 46                                     |

| Portugal | 2 – 1           | Ghana |
| John Boye 31' (e.d.) Cristiano Ronaldo 80'                                                                                           | goals (assists) | 57' Asamoah Gyan (Kwadwo Asamoah) |
| Paulo Bento | bondscoach      | James Kwesi Appiah |
| Beto 89' Bruno Alves Pepe João Pereira 61' Miguel Veloso William Carvalho João Moutinho Nani Rúben Amorim Cristiano Ronaldo Éder 69' | opstellingen    | Fatau Dauda Jonathan Mensah John Boye Harrison Afful Kwadwo Asamoah Christian Atsu Emmanuel Badu 81' André Ayew 76' Mohammed Rabiu Asamoah Gyan 71' Abdul Waris |
| Silvestre Varela 61' Vieirinha 69' Eduardo 89'                                                                                       | wissels         | 71' Jordan Ayew 76' Afriyie Acquah 81' Wakaso Mubarak |
| João Moutinho 90' | gele kaarten    | 39' Harrison Afful 55' Abdul Waris 78' Jordan Ayew |

## Wedstrijden
| Groepswedstrijden      |                       |                         |                       |                         |                        |                        |                         |
| Groep A                | Groep B               | Groep C                 | Groep D               | Groep E                 | Groep F                | Groep G                | Groep H                 |
| Brazilië – Kroatië     | Spanje – Nederland    | Colombia - Griekenland  | Uruguay – Costa Rica  | Zwitserland – Ecuador   | Argentinië – Bosnië    | Duitsland – Portugal   | België – Algerije       |
| Mexico – Kameroen      | Chili – Australië     | Ivoorkust – Japan       | Engeland – Italië     | Frankrijk – Honduras    | Iran – Nigeria         | Ghana – U.S.A.         | Rusland – Zuid-Korea    |
| Kameroen – Kroatië     | Australië – Nederland | Japan – Griekenland     | Italië – Costa Rica   | Honduras – Ecuador      | Nigeria – Bosnië       | U.S.A. – Portugal      | Zuid-Korea – Algerije   |
| Brazilië – Mexico      | Spanje – Chili        | Colombia – Ivoorkust    | Uruguay – Engeland    | Zwitserland – Frankrijk | Argentinië – Iran      | Duitsland – Ghana      | België – Rusland        |
| Kameroen – Brazilië    | Australië – Spanje    | Japan – Colombia        | Italië – Uruguay      | Honduras – Zwitserland  | Nigeria – Argentinië   | U.S.A. – Duitsland     | Zuid-Korea – België     |
| Kroatië – Mexico       | Nederland – Chili     | Griekenland – Ivoorkust | Costa Rica – Engeland | Ecuador – Frankrijk     | Bosnië – Iran          | Portugal – Ghana       | Algerije – Rusland      |
| Achtste finales        |                       |                         |                       |                         |                        |                        |                         |
| Brazilië Chili         | Colombia Uruguay      | Frankrijk Nigeria       | Duitsland Algerije    | Nederland Mexico        | Costa Rica Griekenland | Argentinië Zwitserland | België Verenigde Staten |
| Kwartfinales           |                       |                         |                       |                         |                        |                        |                         |
| Brazilië – Colombia    | Brazilië – Colombia   | Frankrijk – Duitsland   | Frankrijk – Duitsland | Nederland – Costa Rica  | Nederland – Costa Rica | Argentinië – België    | Argentinië – België     |
| Halve finales          |                       |                         |                       |                         |                        |                        |                         |
| Brazilië – Duitsland   | Brazilië – Duitsland  | Brazilië – Duitsland    | Brazilië – Duitsland  | Nederland – Argentinië  | Nederland – Argentinië | Nederland – Argentinië | Nederland – Argentinië  |
| Troostfinale           |                       |                         |                       |                         |                        |                        |                         |
| Brazilië – Nederland   |                       |                         |                       |                         |                        |                        |                         |
| Finale                 |                       |                         |                       |                         |                        |                        |                         |
| Duitsland – Argentinië |                       |                         |                       |                         |                        |                        |                         |

FPF · A-internationals · Selecties · Statistieken · Bondscoaches · Portugees vrouwenelftal · Olympisch elftal · Portugal U21 · Portugal U20 · Portugal U19 · Portugal U18 · Portugal U17 · Vrouwen U17
1921 – 1929 · 
1930 – 1939 · 
1940 – 1949 · 
1950 – 1959 · 
1960 – 1969 · 
1970 – 1979 · 
1980 – 1989 · 
1990 – 1999 · 
2000 – 2009 · 
2010 – 2019 · 
2020 – 2029
EK's: 1984 · 
1996 · 
2000 · 
2004 · 
2008 · 
2012 · 
2016 · 
2020 · 
2024
WK's: 1966 · 
1986 · 
2002 · 
2006 · 
2010 · 
2014 · 
2018 · 
2022
OS: 1928 · 
1996 · 
2004 · 
2016
1921 · 
1922 · 
1923 · 
1924 · 
1925 · 
1926 · 
1927 · 
1928 · 
1929 · 
1930 · 
1931 · 
1932 · 
1933 · 
1934 · 
1935 · 
1936 · 
1937 · 
1938 · 
1939 · 
1940 · 
1942 · 
1943 · 1944 · 
1945 · 
1946 · 
1947 · 
1948 · 
1949 ·
1950 · 
1951 · 
1952 · 
1953 · 
1954 · 
1955 · 
1956 · 
1957 · 
1958 · 
1959 ·
1960 · 
1961 · 
1962 ·
1963 ·
1964 · 
1965 · 
1966 · 
1967 · 
1968 · 
1969 ·
1970 · 
1971 · 
1972 · 
1973 · 
1974 · 
1975 · 
1976 · 
1977 · 
1978 · 
1979 ·
1980 · 
1981 · 
1982 · 
1983 · 
1984 · 
1985 · 
1986 · 
1987 · 
1988 · 
1989 · 
1990 · 
1991 ·
1992 · 
1993 · 
1994 · 
1995 · 
1996 · 
1997 · 
1998 · 
1999 · 
2000 · 
2001 · 
2002 · 
2003 · 
2004 · 
2005 · 
2006 · 
2007 · 
2008 · 
2009 · 
2010 · 
2011 · 
2012 · 
2013 ·
2014 ·
2015 ·
2016 ·
2017 ·
2018 ·
2019 ·
2020 ·
2021 ·
2022
Albanië ·
Algerije ·
Andorra ·
Angola ·
Argentinië ·
Armenië ·
Azerbeidzjan ·
België ·
Bolivia ·
Bosnië-Herzegovina ·
Brazilië ·
Bulgarije ·
Canada ·
Chili ·
China ·
Cyprus ·
DDR ·
Denemarken ·
Duitsland ·
Ecuador ·
Egypte ·
Engeland ·
Estland ·
Faeröer ·
Finland ·
Frankrijk ·
Gabon ·
Georgië ·
Ghana ·
Gibraltar ·
Griekenland ·
Hongarije ·
Ierland ·
IJsland ·
Iran ·
Israël ·
Italië ·
Ivoorkust ·
Joegoslavië ·
Kaapverdië ·
Kameroen ·
Kazachstan ·
Koeweit ·
Kroatië ·
Letland ·
Liechtenstein ·
Litouwen ·
Luxemburg ·
Malta ·
Marokko ·
Mexico ·
Moldavië ·
Mozambique ·
Nederland ·
Nieuw-Zeeland ·
Nigeria ·
Noord-Ierland ·
Noord-Korea ·
Noord-Macedonië ·
Noorwegen ·
Oekraïne ·
Oostenrijk ·
Panama ·
Paraguay ·
Polen ·
Qatar ·
Roemenië ·
Rusland ·
Saoedi-Arabië ·
Schotland ·
Servië ·
Slovenië ·
Slowakije ·
Sovjet-Unie ·
Spanje ·
Tsjechië ·
Tsjecho-Slowakije ·
Tunesië ·
Turkije ·
Uruguay ·
Verenigde Staten ·
Wales ·
Zuid-Afrika ·
Zuid-Korea ·
Zweden ·
Zwitserland
Angola (2006) ·
België (2021) ·
Brazilië (2010) · 
Denemarken (2012) ·
Duitsland (2006) ·
Duitsland (2008) ·
Duitsland (2012) ·
Duitsland (2014) ·
Duitsland (2021) ·
Engeland (2000) ·
Engeland (2006) ·
Frankrijk (2006) ·
Frankrijk (2016) ·
Frankrijk (2021)  ·
Ghana (2014) ·
Griekenland (2004, 2) · 
Hongarije (2021) · 
IJsland (2016) · 
Iran (2006) ·
Iran (2018) ·
Marokko (2018) ·
Marokko (2022) ·
Mexico (2006) ·
Nederland (2006) ·
Nederland (2012) ·
Oostenrijk (2016) · 
Spanje (2012) · 
Spanje (2018) ·
Tsjechië (2008) ·
Tsjechië (2012) · 
Turkije (2008) ·
Verenigde Staten (2014) ·
Uruguay (2018) ·
Zuid-Korea (2022) · 
Zwitserland (2008) · 
Zwitserland (2022)
GFA · A-internationals · Selecties ·  Bondscoaches · Ghanees vrouwenelftal · Ghana U21 · Ghana U20 · Ghana U19 · Ghana U18 · Ghana U17
1950 – 1959 ·
1960 – 1969 ·
1970 – 1979 ·
1980 – 1989 ·
1990 – 1999 ·
2000 – 2009 ·
2010 – 2019 ·
2020 − 2029
WK 2006 ·
WK 2010 · 
WK 2014
OS 1964 · 
OS 1968 · 
OS 1972 · 
OS 1976 · 
OS 1992 · 
OS 1996 ·
OS 2004
1950 · 
1951 · 
1952 · 
1953 · 
1954 · 
1955 · 
1956 · 
1957 · 
1958 · 
1959 · 
1960 · 
1961 · 
1962 · 
1963 · 
1964 · 
1965 · 
1966 · 
1967 · 
1968 · 
1969 · 
1970 · 
1971 · 
1972 · 
1973 · 
1974 · 
1975 · 
1976 · 
1977 · 
1978 · 
1979 · 
1980 · 
1981 · 
1982 · 
1983 · 
1984 · 
1985 · 
1986 · 
1987 · 
1988 · 
1989 · 
1990 · 
1991 · 
1992 · 
1993 · 
1994 · 
1995 · 
1996 · 
1997 · 
1998 · 
1999 · 
2000 · 
2001 · 
2002 · 
2003 · 
2004 · 
2005 · 
2006 · 
2007 · 
2008 · 
2009 · 
2010 · 
2011 · 
2012 · 
2013 ·
2014 ·
2015 ·
2016 ·
2017 ·
2018 ·
2019 ·
2020 ·
2021 ·
2022 ·
2023
Algerije ·
Angola ·
Argentinië ·
Australië ·
Benin ·
Bosnië en Herzegovina ·
Botswana ·
Brazilië ·
Burkina Faso ·
Burundi ·
Canada ·
Centraal-Afrikaanse Republiek ·
Chili ·
China ·
Comoren ·
Congo-Brazzaville ·
Congo-Kinshasa ·
Cuba ·
DDR ·
Denemarken ·
Duitsland ·
Egypte ·
Engeland ·
Equatoriaal-Guinea ·
Eritrea ·
Ethiopië ·
Gabon ·
Gambia ·
Griekenland ·
Guinee ·
Guinee-Bissau ·
IJsland ·
India ·
Indonesië ·
Irak ·
Iran ·
Italië ·
Ivoorkust ·
Jamaica ·
Japan ·
Joegoslavië ·
Kaapverdië ·
Kameroen ·
Kenia ·
Lesotho ·
Letland ·
Liberia ·
Libië ·
Madagaskar ·
Malawi ·
Maleisië ·
Mali ·
Marokko ·
Mauritius ·
Mexico ·
Montenegro · 
Mozambique ·
Namibië ·
Nederland ·
Nicaragua ·
Nieuw-Zeeland ·
Niger ·
Nigeria ·
Noorwegen ·
Oeganda ·
Oostenrijk ·
Portugal ·
Qatar ·
Rusland ·
Rwanda ·
Saoedi-Arabië ·
Sao Tomé en Principe ·
Senegal ·
Servië ·
Sierra Leone ·
Singapore ·
Slovenië ·
Soedan ·
Somalië ·
Swaziland ·
Tanzania ·
Thailand ·
Togo ·
Tsjaad ·
Tsjechië ·
Tunesië ·
Turkije ·
Uruguay ·
Verenigde Staten ·
Zambia ·
Zimbabwe ·
Zuid-Afrika ·
Zuid-Korea ·
Zwitserland
Brazilië (2006) · 
Duitsland (2014) ·
Italië (2006) · 
Ivoorkust (2015) · 
Portugal (2014) ·
Servië (2010) · 
Tsjechië (2006) · 
Verenigde Staten (2006) · 
Verenigde Staten (2014)